# 난소정
난소정(南総町)은 지바현 이치하라군에 일찍이 존재했던 정이다. 현재의 이치하라시 중부와 남부에 해당한다.
1954년, 쇼와 대합병의 시기적으로 성립하여, 10여년 동안 존속하다가 이치하라시에 편입되었다. 

## 역사
- 1954년 11월 15일 - 우시쿠정, 쓰루마이정, 도다촌, 우치다촌, 헤이산촌이 합병해 이치하라군 난소정이 성립하였다.
- 1967년 4월 1일 - 가모촌과 함께 이치하라시에 편입되어 소멸하였다.

## 교통

### 철도
- 고미나토 철도
  - 고미나토 철도선

## 관련링크
- 千葉県市原郡南総町 (12B0090020) - 歴史的行政区域データセットβ版